# Franz Schächtelin

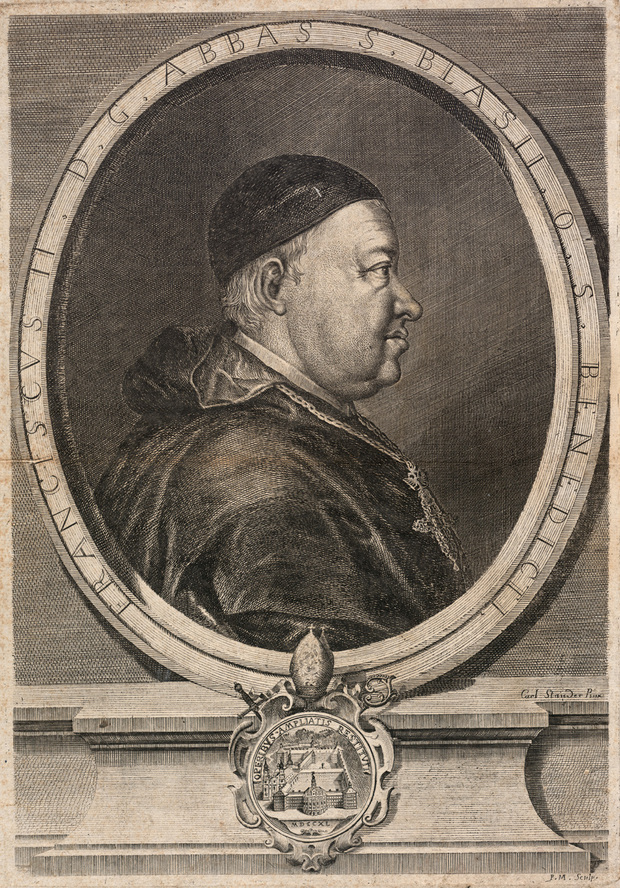
Franz Schächtelin (Kupferstich nach einer Vorlage von Jacob Carl Stauder)

Franz Schächtelin (Taufname Johann Georg); (* 19. Oktober 1680 in Freiburg im Breisgau; † 7. August 1747 in St. Blasien) war ein deutscher Benediktiner, Abt und Reichsfürst.

## Leben
Schächtelin stammt aus einem Freiburger Geschlecht. Sein Vater war der Zunftmeister und Senator Johann Georg Schächtelin (1626–1708) seine Mutter war Anna Barbara Brenzinger (1638–1708). Sie war die Schwester des St. Blasier Hofmalers Johann Caspar Brenzinger (um 1651–1737). Er war ab 1727 als Franz II. Abt des Klosters St. Blasien und Propst der Propstei Berau. 1747 wurde er der erste Fürstabt der Abtei.

## Klosterneubau
Die bereits von seinen Vorgängern angedachten Neubauten für das Kloster St. Blasien sah sich Schächtelin »gezwungen« endlich auszuführen, um nicht als rückständig zu gelten, nachdem bereits eine Reihe von Benediktinerklöstern der weiteren Region erneuert worden waren. Nachdem er schon zu Beginn seiner Amtszeit die Krankenzimmer als mangelhaft empfand, ließ er durch einen Jesuitenpater, der bereits in Freiburg Pläne für ein Jesuitenkolleg gefertigt hatte, zur Ausarbeitung und Planung anfordern. Diese Pläne und Ideen legte er und der Konvent (wozu unter anderem Marquard Herrgott zählte), dem zu dieser Zeit in Rheinau tätigen Johann Michael Beer von Bleichten vor, den er zu einem Abendessen absente gratioso am 27. Oktober 1727 eingeladen hatte. Pater Ignatius Gumpp erwähnt dieses in seinem Bericht. Am 12. November 1727 schloss Schächtelin den ersten Bauvertrag für den Neubau der Klausurbauten mit Johann Michael Beer von Bleichten. Die Gebäude (außer dem Münster) ließ er von 1727 bis 1742 völlig abtragen und von 1740 bis 1741 im Stil des Barock neu aufbauen. Die Kanzleigebäude und der Gasthof wurden 1754 neu erbaut durch Johann Caspar Bagnato. Die Ansicht des Neubaus ist erhalten in einem Stich von Andreas und Joseph Schmutzer und in einer Tuschzeichnung von Nikolaus Willich von 1746. Die Gebäude wurden bei dem Brand 1768 wieder zerstört, der Wiederaufbau erfolgte unter Martin Gerbert, Baumeister war Franz Joseph Salzmann, nun mit dem Dom St. Blasien.

## Weitere Bautätigkeiten
- April 1732, Beginn der Erdarbeiten für das Pfarrhof Todtmoos, 1736 zum Superioriat erhoben, erster Superior wurde Ignatius Gumpp. Die Bausumme betrug letztlich 11.0000 Gulden.
- 1732 bis 1733, Kirche in Wettelbrunn
- 1733 bis 1734, Kirche in Gündelwangen
- 1737 bis 1738, Pfarrhaus in Bernau im Schwarzwald
- Den Grundstein für die Wallfahrts- und Klosterkirche Maria Loreto des Kapuzinerklosters Stühlingen legte er am 1. Juni 1738.
- Am 21. Juni 1740 legte er den Grundstein für die Kirche in Gurtweil.
- 1741 bis 1746, Renovation und Umbauten an der Kirche des Klosters in Mengen durch Peter Thumb.
- 1745 bis 1746, Kirche in Nöggenschwiel

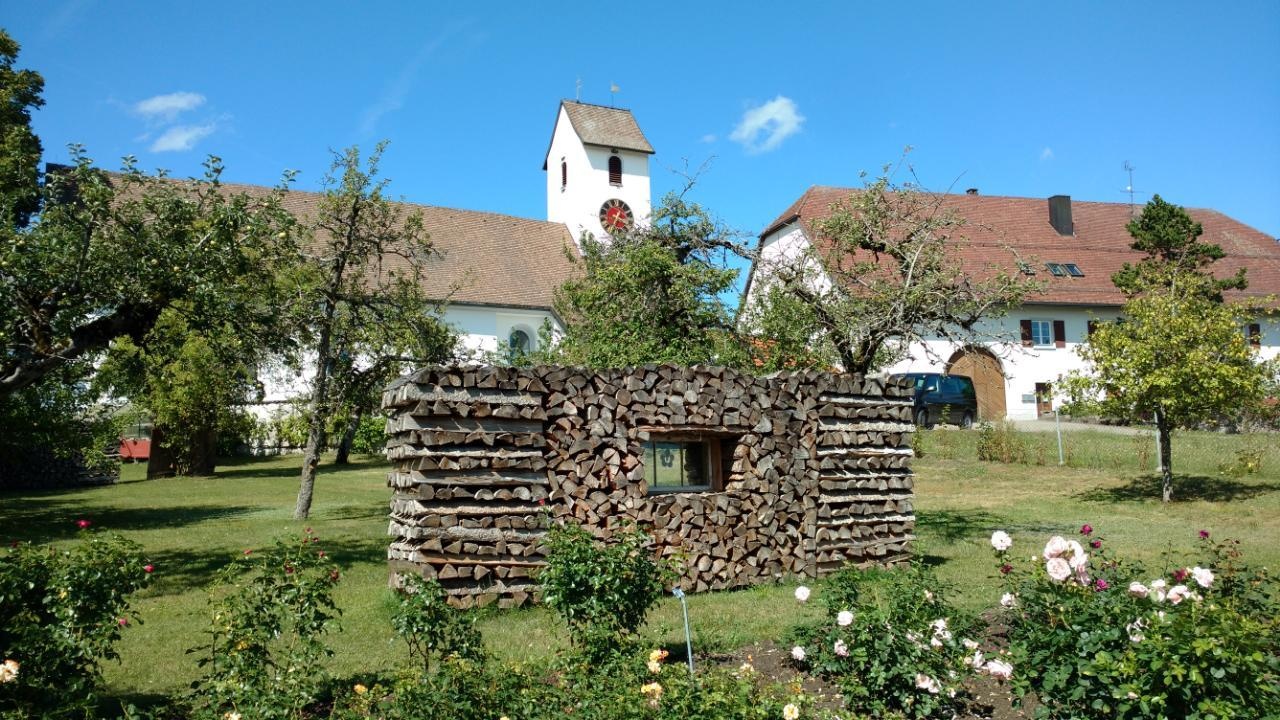
St. Stephan in Nöggenschwiel

- 1746 bis 1747, Kirche in Aichen, nach dem Brand von 1745 wiederaufgebaut, 1972 Kirchenschiff ausgebrannt und/oder abgebrochen (Neubau).
- 1746, Schlosskapelle Bürgeln im Schloss Bürgeln
- Am 14. Januar 1746 schloss er den Bauvertrag mit Johann Caspar Bagnato zum Neubau der Propstei Klingnau, die Fertigstellung erlebte er nicht mehr.

## Ehrungen
Schächtelin wurde von Kaiser Karl VI. 1733 zum Geheimen Rat, 1734 zum Erb- und Erz Hofkaplan und 1746 durch Kaiser Franz I. zu einem Reichsfürsten ernannt. Zur Erhebung in den Reichsfürstenstand erhielt er vom Kaiser ein Brustkreuz mit Smaragden und Brillanten geschenkt. 1731 ließ er für sich und seine Nachfolger ein prachtvolles Pontifkal-Ornat herstellen, beides heute im Stift St. Paul im Lavanttal (Kärnten). Die Fürstenwürde konnte er jedoch nur noch acht Monate genießen; doch für seine Nachfolger hatte er den Titel eines Fürstabts gewonnen.

## Politische Lage
Der Auswirkungen des Österreichischen Erbfolgekrieges und die Salpetererunruhen waren die schwersten politischen Aufgaben in seiner Amtszeit.

## Familie
Er war der Patenonkel des St. Blasier Paters Marquard Herrgott. Die Frau des Bruders seiner Mutter war eine Schwester (Maria Ursula Vogler) des Abts Romanus Vogler.

## Porträts
Der Wiener Medailleur Matthäus Donner (1704–1756) schuf eine Medaille zum Gedenken an den Neubau des Klosters 1740 mit dem Porträt Schächtelins.
Ein Porträt Schächtelins von der Hand des Barockmalers Jacob Carl Stauder, den Schächtelin neben Franz Joseph Spiegler beschäftigte, aus der Reihe der Abtsbildnisse von St. Blasien ist im Stift St. Paul im Lavanttal erhalten. Es zeigt den Abt sitzend und auf die Gedenkmedaille weisend, links im Bild findet sich eine kurze Eloge mit Hinweisen auf seine Verdienste.
Weiterhin besitzt das Stift St. Paul noch ein kleines Holzreliefportrait von Johann Christian Wenzinger, wohl nach Donners Gedenkmedaille gearbeitet.
Ein Kupferstichportrait existiert ebenfalls. Schächtelin legte den Grundstock für eine bedeutende Münzsammlung.

## Wappen

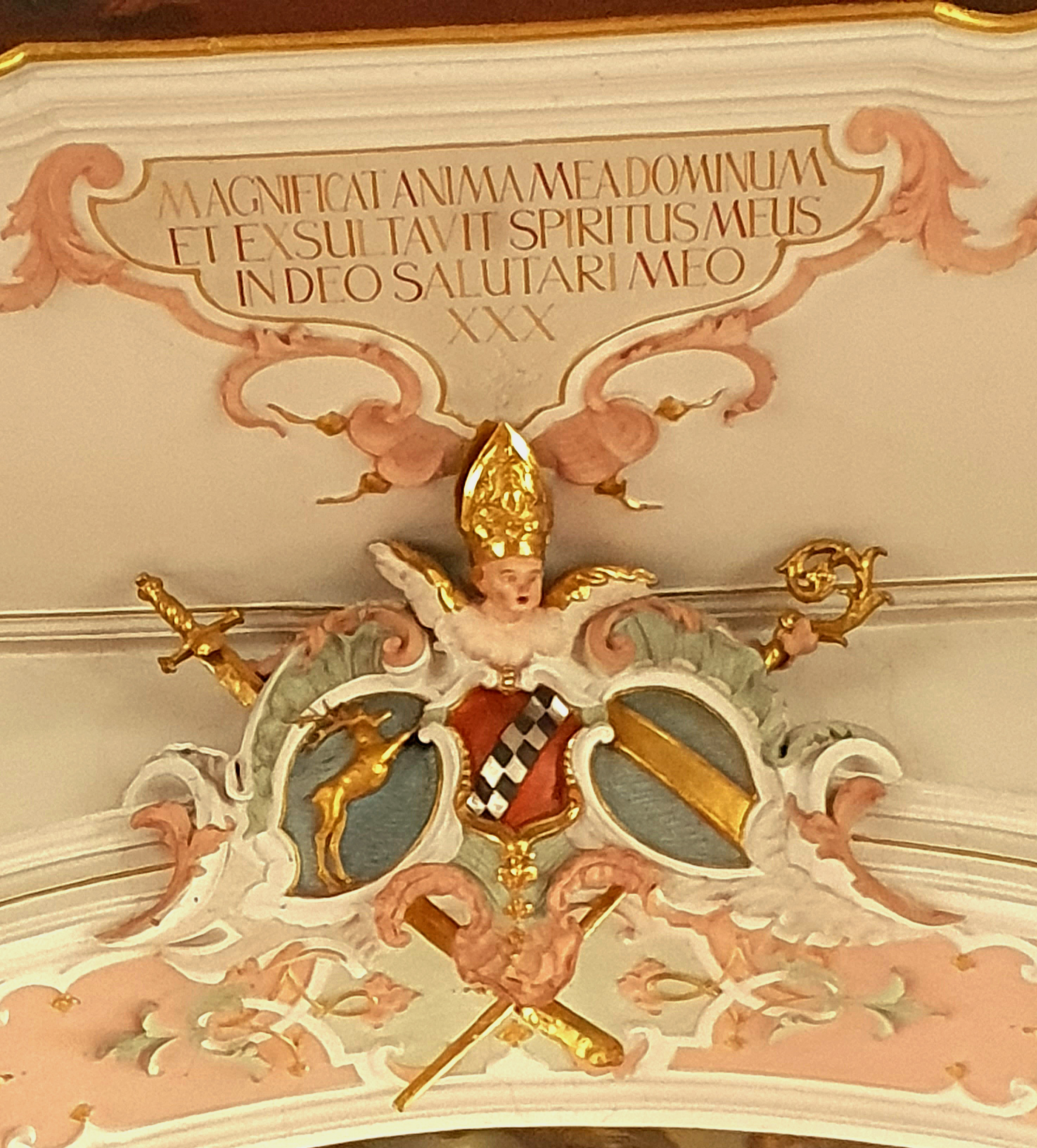
Stuckiertes Wappen am Chorbogen in St. Simon und Judas Thaddäus in Gurtweil: Springender Hirsch für das Kloster St. Blasien, Schachwürfel für Abt Franz Schächtelin

Sein Wappen ist ein in Rot 14fach schwarz-silber geschachter Schrägbalken.